# Дильдебеков, Шаблан
Шаблан Дильдебеков — советский хозяйственный, государственный и политический деятель, Герой Социалистического Труда.

## Биография
Родился в 1923 году. Член ВКП(б).
С 1940 года — на хозяйственной, общественной и политической работе. В 1940—1987 гг. — рабочий в колхозе, участник Великой Отечественной войны, колхозник, директор совхоза «Большевик» Кировского района Чимкентской области.
Указом Президиума Верховного Совета СССР от 24 декабря 1976 года присвоено звание Героя Социалистического Труда с вручением ордена Ленина и золотой медали «Серп и Молот».
Избирался депутатом Верховного Совета Казахской ССР и Верховного Совета Узбекской ССР.
Умер в 1987 году.